# باتم
باتم (اندونزیایی: Batam) شهری در استان جزایر ریائو کشور اندونزی است. جمعیت این شهر بر اساس سرشماری سال ۱۹۹۰ میلادی ۸۲٫۳۵۸ تن بوده که در سال ۲۰۰۷ میلادی به ۳۱۱٫۷۶۵ نفر افزایش یافته‌است.

## نگارخانه

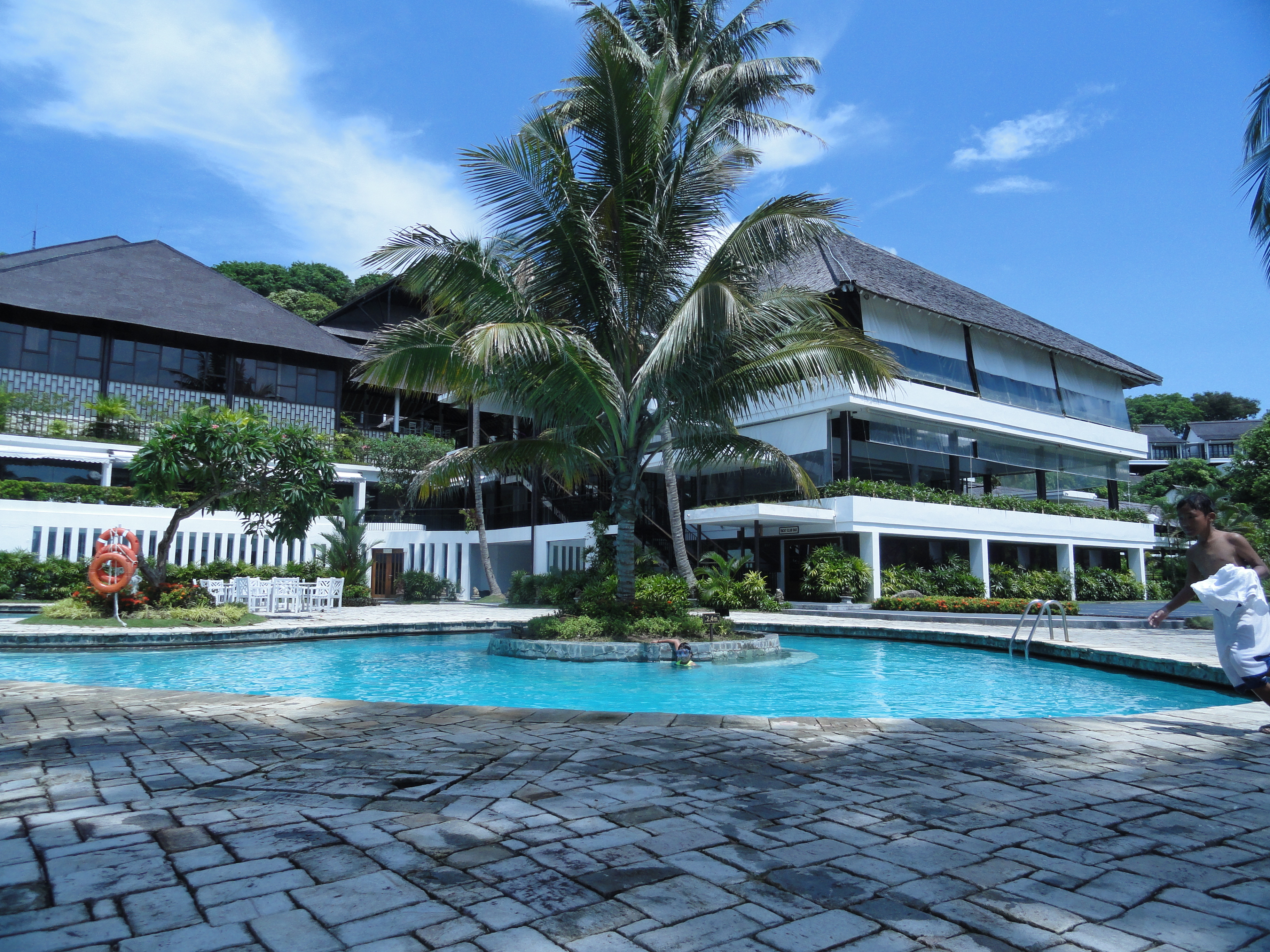